# Johann Adam Nieberlein

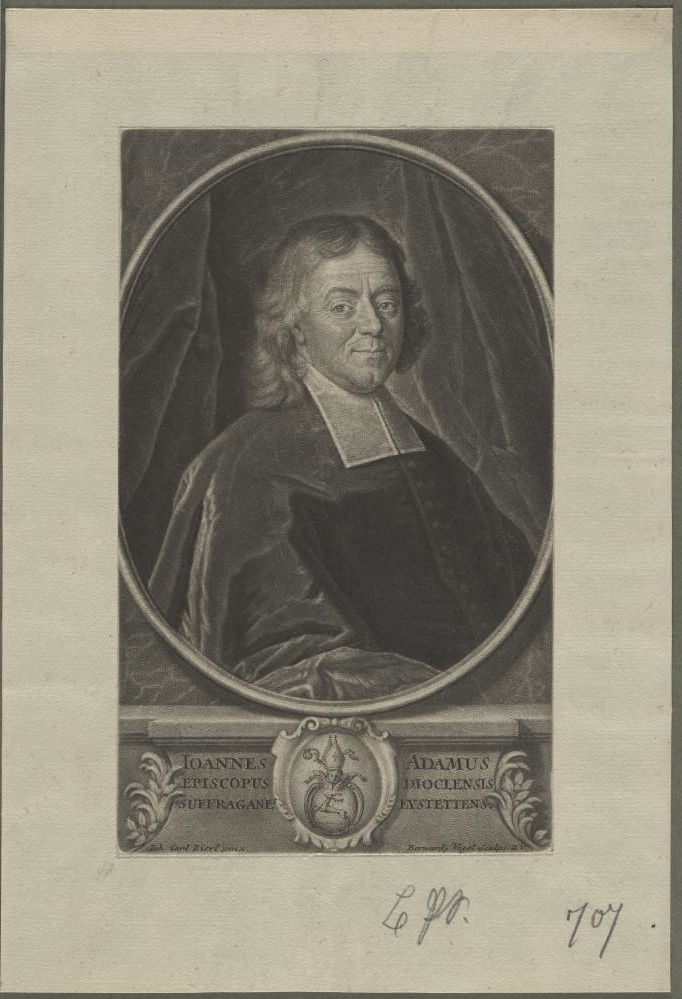
Johann Adam Nieberlein

Johann Adam Nieberlein (* 17. Februar 1662 in Eichstätt; † 28. Dezember 1748) war ein deutscher Bischof und Weihbischof in Eichstätt.
Er studierte ab 1679 Theologie in Dillingen, wechselte 1682 nach Rom und studierte dort bis 1686 Philosophie. Am 17. März 1686 wurde er zum Priester für das Bistum Eichstätt geweiht. Danach promovierte er in Theologie. 1687 übernahm er die Pfarrei St. Michael in Buxheim, 1693 Beilngries, im selben Jahr Berching. 1705 wurde er Kanoniker in Augsburg und 1706 Generalvikar von Eichstätt. Am 17. März 1708 wurde er zum Weihbischof in Eichstätt und Titularbischof von Dioclea ernannt. Am 29. April 1708 weihte ihn Johann Anton I. Knebel von Katzenelnbogen zum Bischof. Am 16. Dezember 1725 weihte er Franz Ludwig Schenk von Castell zum Bischof von Eichstätt. Bei sieben weiteren Bischöfen assistierte er bei der Weihe. Am 3. September 1710 weihte er die Wallfahrtskirche Maria Hilf, am 5. Oktober 1720 die Pfarrkirche Unserer Lieben Frau in Breitenbrunn, am Tag darauf die Sebastianskirche ebenda, am 12. November 1720 die Kirche in Deusmauer. Am 15. September 1744 resignierte er. Er wurde im Augsburger Dom bestattet.